# Jules Uhry
Jules Uhry est un homme politique français, né le 12 novembre 1877 à Constantine (Algérie) et décédé le 13 février 1936 à Neuilly-sur-Seine (Seine, act. Hauts-de-Seine).

## Biographie
Fils d'un instituteur israélite, Jules Uhry est d'abord un brillant étudiant et un intellectuel, auteur d'une thèse de doctorat sur les grèves en France, et avocat à Paris.
Engagé très tôt à gauche, il milite dans une association d'étudiants socialistes, au Parti socialiste français de Jean Jaurès puis à partir de 1905 au Parti socialiste unifié (SFIO). Il devient, en 1907, rédacteur judiciaire au journal L'Humanité.
Il se présente sans succès aux législatives en Meurthe-et-Moselle, puis dans le Puy-de-Dôme, avant de s'installer dans l'Oise.
Il est élu conseiller général de l'Oise et, en 1919, maire de Creil, mandat qu'il conserve jusqu'à son décès.
En décembre de cette même année, il est tête de la liste socialiste aux élections législatives et entre au Palais-Bourbon. Il y défend l'amnistie pour André Marty (de la même façon que, dans la législature suivante, il s'opposera aux poursuites contre les députés communistes), et participe aux débats autour de la transposition du droit de la République à l'Alsace et Moselle, étant vice-président de la commission parlementaire consacrée à ces régions libérées.
En 1920, il fait preuve d'antisémitisme en se moquant des origines juives de Georges Mandel.
Lors de l'élection présidentielle de septembre 1920, il est le premier parlementaire à voter, le tirage au sort ayant désigné la lettre « U ». Il en profite pour crier « À bas la dictature ! » en montant à la tribune.
Réélu en 1924 et 1928, il commence à s'intéresser aux problèmes du logement, et prend à de multiples reprises la défense des locataires, alors relativement peu protégés par le droit.
En 1932, il est battu de peu par le candidat du centre, mais conteste l'élection, acquise avec moins de 30 voix de majorité. Après l'invalidation du député élu, Georges Chauvel, il se représente et retrouve son siège, en janvier 1933.
Sa santé se dégrade cependant rapidement. Il doit progressivement cesser son activité politique et meurt avant la fin de son mandat, le 12 février 1936.
Le nom de Jules Uhry a été donné à une rue de Creil et au lycée de cette ville. Sa tombe se trouve au cimetière ancien de Neuilly-sur-Seine.

## Sources
- « Jules Uhry », dans le Dictionnaire des parlementaires français (1889-1940), sous la direction de Jean Jolly, PUF, 1960 [détail de l’édition]